# Khamtay Siphandon
Khamtay Siphandon, laosky: ຄຳໄຕ ສີພັນດອນ; anglicky přepisováno jako Khamtay Siphandone (8. února 1924 – 2. dubna 2025) byl laoský politik, mezi lety 1998 a 2006 prezident Laosu. Od roku 1992, kdy zemřel Kayson Phomvihan, až do roku 2006 byl zároveň předsedou vládnoucí Laoské lidové revoluční strany (LLRS). V letech 1991–1998 zastával post předsedy vlády.
Za 2. indočínské války působil jako vojenský velitel Pathet Lao, později byl povýšen do hodnosti generála.

## Vyznamenání
- Řád rudého praporu – Sovětský svaz
- Řád zlaté hvězdy – Vietnam